# IC 2387
IC 2387 ist eine spiralförmige Radiogalaxie mit aktivem Galaxienkern vom Hubble-Typ SBc im Sternbild Krebs auf der Ekliptik. Sie ist schätzungsweise 341 Millionen Lichtjahre von der Milchstraße entfernt und hat einen Durchmesser von etwa 115.000 Lichtjahren.
Das Objekt wurde am 14. Februar 1896 von Stéphane Javelle entdeckt.